# Roland Mesmer
Roland Mesmer (* 1. Januar 1953 in Kelsterbach, Hessen; † 29. Oktober 2015 ebenda) war ein deutscher Filmproduzent.

## Berufliche Laufbahn
Roland Mesmer war von 1978 bis 1989 freier Aufnahmeleiter und Produktionsleiter beim hr, NDR und ZDF, von 1989 bis 1994 Produktionsleiter beim ZDF, von 1994 bis 1996 Herstellungsleiter bei ProSieben und von 1996 bis 1998 Geschäftsführer von Rhinestone. Im Oktober 1998 gründete er die Rome Film GmbH.
Roland Mesmer starb am 29. Oktober 2015 im Alter von 62 Jahren im hessischen Kelsterbach.

## Filmografie
- 1996: Der kalte Finger
- 2000: München – Geheimnisse einer Stadt (Filmessay)
- 2002: Einspruch für die Liebe (Fernsehfilm)
- 2003: Crazy Race (Fernsehfilm)
- 2006: Unser Kindermädchen ist ein Millionär (Fernsehfilm)
- 2011: Glück auf Brasilianisch (Fernsehfilm)